# Jan Kaliba
Jan Kaliba (* 23. prosince 1983) je český novinář a reportér, v letech 2017 až 2023 zahraniční zpravodaj Českého rozhlasu v USA. Od roku 2023 působí v Českém rozhlasu jako tzv. klimatický zpravodaj.

## Život
V letech 1999 až 2003 vystudoval všeobecné Gymnázium Na Vítězné pláni v Praze a následně v letech 2003 až 2009 mediální studia a žurnalistiku na Institutu komunikačních studií a žurnalistiky Fakulty sociálních věd Univerzity Karlovy v Praze (získal titul Mgr).
Již v letech 2004 až 2007 byl redaktorem, resp. externím spolupracovníkem portálu HR Server, který se zaměřuje na oblast řízení a rozvoje lidských zdrojů. V roce 2005 začal působit v Českém rozhlase, nejprve jako sportovní redaktor. Zaměřoval se především na fotbal a alpské a klasické lyžování. V září 2017 se stal zahraničním zpravodajem Českého rozhlasu v USA. Na tomto postu působil do konce června 2023, vystřídal jej Pavel Novák.
Za rok 2013 získal ocenění Novinářská křepelka, které se uděluje mladým a perspektivním novinářům do 33 let věku za jejich významný žurnalistický počin. Porotu oslovil mimořádnou schopností hledat v životech sportovců lidský rozměr. Je spoluautorem dvou CD „Stříbrní Chilané aneb Legenda žije“ a projektu „Fotbalové vesnice“.